# محوطه دیارزیمی
محوطه دیارزیمی مربوط به دوران‌های تاریخی پس از اسلام است و در شهرستان رودسر، بخش رحیم آباد، روستای ریسن واقع شده و این اثر در تاریخ ۲ بهمن ۱۳۸۲ با شمارهٔ ثبت ۱۰۷۴۹ به‌عنوان یکی از آثار ملی ایران به ثبت رسیده‌است.